# Apfelstädt
Apfelstädt is een plaats en voormalige gemeente in de Duitse deelstaat Thüringen. Sinds 2009 maakt Apfelstädt deel uit van de landgemeente Nesse-Apfelstädt in het landkreis Gotha.